# Скарперія
Скарперія (італ. Scarperia) — колишній муніципалітет в Італії, у регіоні Тоскана, метрополійне місто Флоренція. З 1 січня 2014 року Скарперія є частиною новоствореного муніципалітету Скарперія-е-Сан-П'єро.
Скарперія розташована на відстані близько 260 км на північ від Рима, 26 км на північ від Флоренції.
Населення — 7795 осіб (2012).

## Демографія
Населення за роками:

Станом на 31 грудня 2010 року в муніципалітеті офіційно проживав 681 іноземець з 45 країн, серед них 316 громадян країн Євросоюзу та 5 громадян України.

## Сусідні муніципалітети
- Барберино-ді-Муджелло
- Борго-Сан-Лоренцо
- Фіренцуола
- Сан-П'єро-а-Сьєве